# Ютурна (озеро)

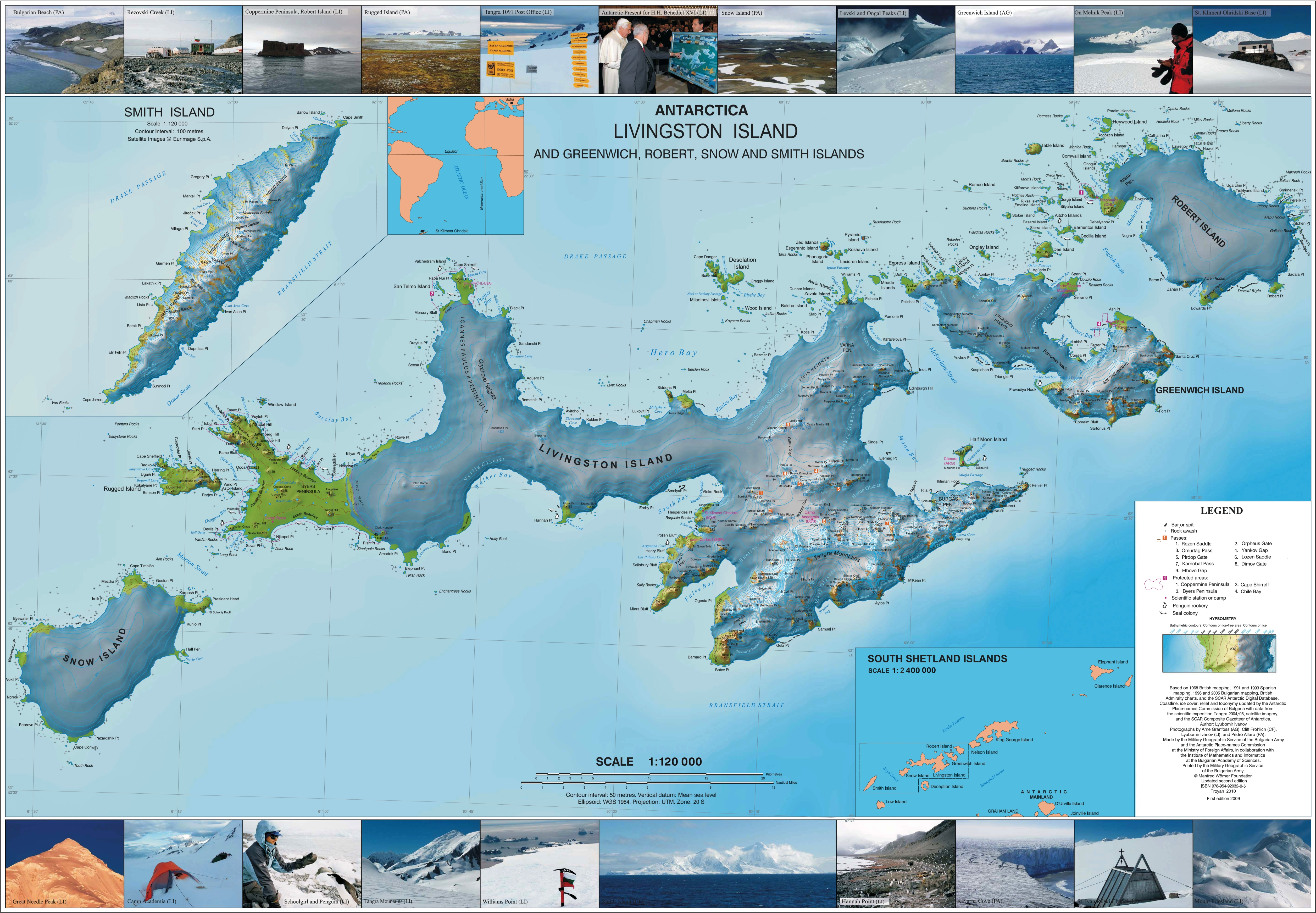
Карта островів Лівінгстон, Гринвіч, Роберт, Сноу та Сміт

Озеро Ютурна (болг. езеро Ютурна, трансліт. ezero Yuturna, IPA: [ˈƐzɛro juˈturnɐ]) - приблизно трикутне озеро, що простягається 220 м у напрямку захід-схід та 150 м у напрямку північ-південь на східній кінець Південних пляжів на півострові Байерс, острів Лівінгстон на Південних Шетландських островах, Антарктида. Площа його поверхні - 1,9 га. Озеро відділене від моря смугою суші шириною від 40 до 57 м, а стікає потоком довжиною 260 м, що впадає в море на захід від точки Ріш. Його схиляє пагорб Рітлі на сході.  Район відвідували герметики початку 19 століття. 
Це озеро назване на честь Ютурна, римського божества джерел і струмків, дочки Волтурна . 

## Розташування
Озеро Ютурна знаходиться за координатами 62°40′14″ пд. ш. 60°55′37.5″ зх. д. / 62.67056° пд. ш. 60.927083° зх. д., що на відстані 320 м на північний схід від точки Ріш та 870 м на південний захід від Кларка Нунатака. Іспанське детальне картографування у 1992 р. Та Болгарське у 2009 та 2017 рр.

## Мапи
- Півострів Баєрс, Ісла Лівінгстон. Карта топографіки ескала 1: 25000. Мадрид: Servicio Geográfico del Ejército, 1992
- Л. Іванов. Антарктида: острови Лівінгстон та Гринвіч, Роберт, Сноу та Сміт. Масштаб 1: 120000 топографічної карти. Троян: Фонд Манфреда Вернера, 2009.ISBN 978-954-92032-6-4
- Л. Іванов. Антарктида: острів Лівінгстон та острів Сміт . Масштаб 1: 100000 топографічної карти. Фонд Манфреда Вернера, 2017.ISBN 978-619-90008-3-0
- Антарктична цифрова база даних (ADD). Масштаб 1: 250000 топографічної карти Антарктиди. Науковий комітет з антарктичних досліджень (SCAR). З 1993 року регулярно модернізується та оновлюється

## Дивитися також
- Антарктичні озера
- Острів Лівінгстон

## Зовнішні посилання
- Озеро Джутурна. Коригується супутникове зображення Copernix

Ця статя використовує інформацію з Антарктичної комісії з географічних назв Болгарії, яка використовується з дозволу.